# Antoni Zięba (pedagog)
Antoni Zięba (ur. 12 maja 1894 w Gołonogu (obecnie dzielnica Dąbrowy Górniczej) , zm. 2 października 1986 ) – pedagog, organizator i pierwszy dyrektor dwóch szkół średnich, seminarium nauczycielskiego w Dąbrowie Górniczej  (w latach 1924–1935) i III Liceum Ogólnokształcącego we Wrocławiu (w latach 1946–1965).

## Życiorys

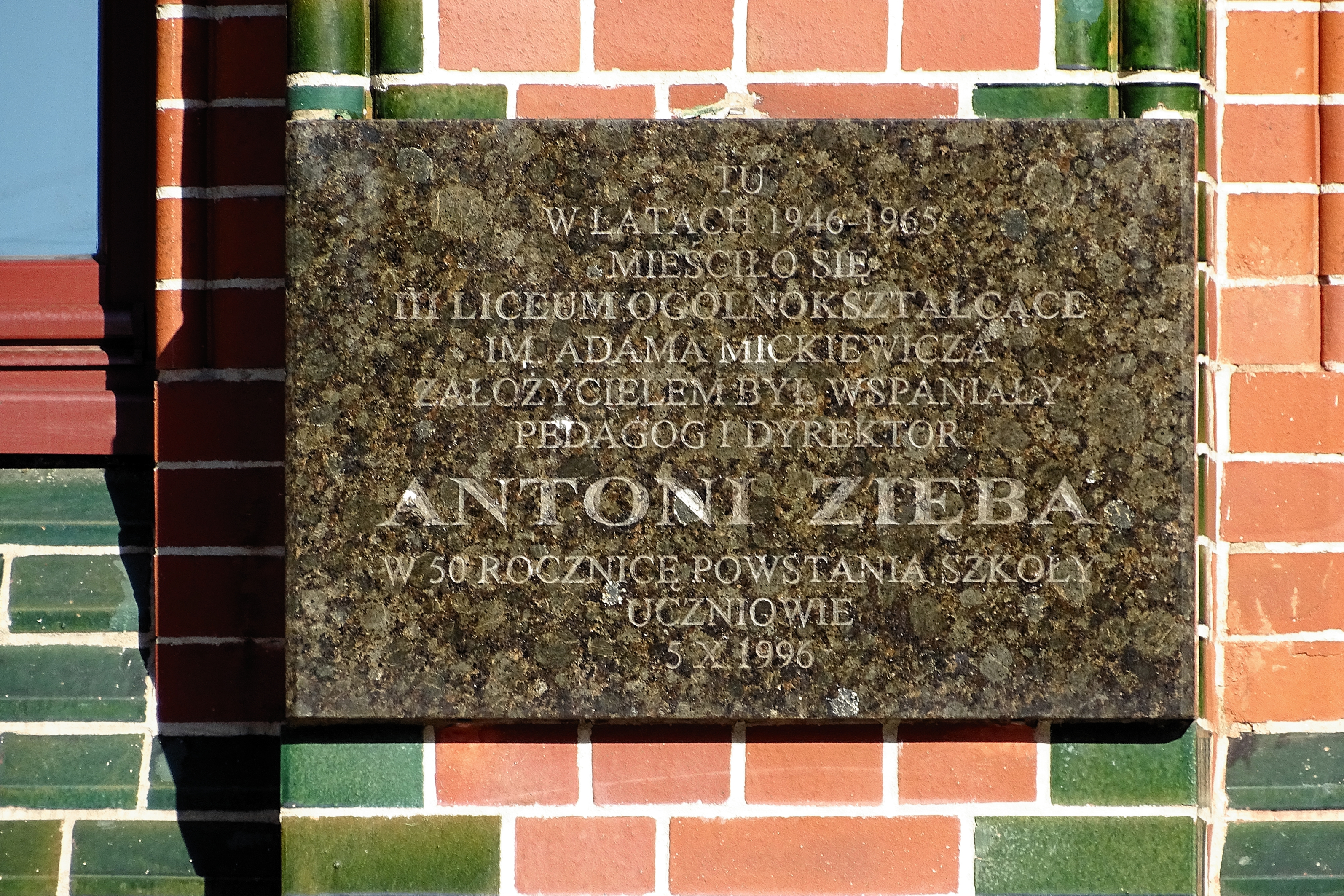
Tablica upamiętniająca Antoniego Ziębę na pierwszym budynku III Liceum (przy ulicy Jedności Narodowej 117)

Urodził się 12 maja 1894 w Gołonogu (obecnie dzielnica Dąbrowy Górniczej), gdzie ukończył szkołę początkową. W wieku 17 lat rozpoczął naukę w trzyletnim seminarium nauczycielskim w Jędrzejowie. Za zorganizowanie w seminarium demonstracji patriotycznej został z niego relegowany, dopuszczono go jednak do egzaminu końcowego. Po ukończeniu seminarium, w czasie I wojny światowej pracował jako nauczyciel. Działał też w tajnej Polskiej Organizacji Wojskowej, za co otrzymał Krzyż Niepodległości. W roku 1919 podjął pracę w preparandzie nauczycielskiej w Dąbrowie Górniczej. Niedługo potem uczestniczył w wojnie polsko-bolszewickiej. W roku 1921 ożenił się z Marią Ruskówną, nauczycielką biologii, z którą pracował w preparandzie. W roku 1924 ukończył studia polonistyczne w Państwowym Instytucie Nauczycielskim w Warszawie i podjął się zorganizowania od podstaw Seminarium Nauczycielskiego Męskiego im. Romualda Traugutta w Dąbrowie Górniczej. W roku 1931 podjął, a dwa lata później ukończył, studia psychologiczno-pedagogiczne w Genewskim Instytucie Pedagogicznym J. J. Rousseau. W roku 1935 został mianowany wizytatorem wydziału szkolnictwa powszechnego w Kuratorium Okręgu Szkolnego Brzeskiego . Funkcję tę pełnił do wybuchu II wojny światowej, kiedy to został zmobilizowany. 
Po kampanii wrześniowej wrócił do Brześcia, a następnie, pod koniec roku 1939, przeniósł się z rodziną do Warszawy. W czasie wojny pracował jako nauczyciel w szkole powszechnej i organizował tajne nauczanie. Jako członek Armii Krajowej brał udział w powstaniu warszawskim. Rok po wojnie przeniósł się z rodziną do Wrocławia, gdzie od podstaw zorganizował III Państwowe Gimnazjum i Liceum Ogólnokształcące (jego nazwa została później skrócona).

Drugim priorytetem było znalezienie zatrudnienia. We Wrocławiu brakowało wszystkiego, ale – na szczęście – nie pracy.
Antoni Zięba (1894–1986) należał do tych, którym zrujnowane miasto ofiarowało niepowtarzalną szansę. […]
W lipcu 1946 roku, ponieważ nie miał gdzie mieszkać, pojechał z żoną i trójką dzieci do Wrocławia. W dniu przyjazdu spotkał na placu Grunwaldzkim dawnego kolegę z Wilna, również nauczyciela:

— Co Pan tu robi, Panie kolego?
— Przyjechałem z Jędrzejowa, gdzie przebywałem po wyratowaniu się z Powstania Warszawskiego.
— Ja tu jestem teraz naczelnikiem wydziału kuratorium. Może by mi Pan zorganizował we Wrocławiu trzecie gimnazjum, bo uruchomione jest dopiero jedno, drugie znajduje się już wprawdzie w stadium organizacji, ale napływ kandydatów jest tak wielki, że na gwałt potrzebne będzie trzecie. […] Muszę jednak uprzedzić Pana [… że nie możemy] zapewnić Panu ani budynku szkolnego, ani nauczycieli, ani kredytów rzeczowych. […]
— Bagatela!… — myślę sobie.

Antoni Zięba, Pamiętnik pedagoga

„Ale – wspomniał – nie był to czas na jęki i załamywanie rąk. Trzeba było zakasać rękawy”.

Od roku 1947 był członkiem Stronnictwa Demokratycznego. W roku 1965 decyzją Wydziału Oświaty Dzielnicowej Rady Narodowej Wrocław-Śródmieście, wbrew opinii dyrektora Zięby, liceum zostało przeniesione z ulicy Jedności Narodowej 117 do nowego lecz mniejszego budynku przy ulicy Składowej 5 . Z tego powodu, na rok przed dwudziestoleciem szkoły, odszedł na emeryturę, a potem przeniósł się z żoną do Okradzionowa (dzielnica Dąbrowy Górniczej). W roku 1971 wziął udział w obchodach dwudziestopięciolecia szkoły we Wrocławiu. Zmarł 2 października 1986. Spoczywa na cmentarzu w Okradzionowie.

## Rodzina i życie prywatne
Małżeństwo Ziębów miało troje dzieci: córkę Zofię i synów Jana i Dionizego. Antoni Zięba był głęboko wierzącym katolikiem. Uprawiał turystykę pieszą i narciarstwo.

## Publikacje
- Antoni Zięba W unikalnym liceum, Czasopismo Nowa Szkoła, nr 5, maj 1965, strony 35–37 (relacja z działań edukacyjnych w III LO we Wrocławiu)[21]

Następnie ukazały się (pośmiertnie) wspomnienia Antoniego Zięby:
- Pamiętnik pedagoga, Ossolineum, Wrocław 1988 (134 strony)[16]
- Pamiętnik pedagogiczny. Wspomnienia i refleksje, Wrocławska Drukarnia Naukowa, Wrocław 1996 (591 stron)[22]

Pamiętnik pedagogiczny, dedykowany żonie Marii, został wydany w roku jubileuszu pięćdziesięciolecia III Liceum.
Jego ostatni rozdział „W III Liceum Ogólnokształcącym we Wrocławiu” ukazał się wcześniej, w skróconej wersji, jako Pamiętnik pedagoga.